# Grote Vervanging
De Grote Vervanging (Frans: Grand remplacement) is een boek uit 2010 door de Franse schrijver Renaud Camus over een extreemrechtse complottheorie. Hoewel de schrijver bekend staat om het opnieuw populair maken van deze theorie, is deze in wezen al veel ouder. In deze variant van een omvolkingstheorie wordt beweerd dat er een proces gaande is van vervanging van de Franse en Europese bevolking door een niet-Europese bevolking, voornamelijk afkomstig uit Afrika bezuiden de Sahara en de Maghreb. Dit proces zou leiden tot een verandering van beschaving die wordt gesteund, of zelfs georganiseerd, door een politieke, intellectuele en media-elite die wordt omschreven als "remplaciste", die een samenzwering van stilzwijgen over dit onderwerp in stand zou houden en daartoe zou worden gemotiveerd door ideologische of economische belangen.
De uitdrukking "grand remplacement" is vervolgens overgenomen door Frans extreemrechts, met name door de identitaire beweging, terwijl het discours van Renaud Camus door bepaalde leden van de Rassemblement national, waaronder Marine Le Pen, als samenzweerderig werd bestempeld. Verschillende Franse politieke partijen, zoals Debout la France en sommige leden van Les Républicains, hebben het algemene idee van een "grote vervanging" van het Franse volk overgenomen, zonder altijd expliciet te verwijzen naar de stellingen van Renaud Camus. Deze uitdrukking wordt in Frankrijk bijzonder gemediatiseerd in de loop van 2021 op initiatief van de Franse polemist Éric Zemmour met het oog op de campagne voor de Franse presidentsverkiezingen van 2022.